# Cada cop més alt
 Cada cop més alt  (títol original en anglès: The Way Ahead) és una pel·lícula britànica dirigida per Carol Reed, estrenada el 1944. Ha estat doblada al català.

## Argument
Un grup de reclutes és mobilitzat en la infanteria durant la Segona Guerra mundial. Per començar, apareixen com una banda d'incapaços, però el seu sergent i el seu tinent hi tenen confiança i en fan un equip eficaç. Una vegada en el foc de l'acció a l'Àfrica del Nord, s'adonen de les realitats de la guerra...

## Repartiment
- David Niven: el tinent Jim Perry
- Stanley Holloway: el soldat Ted Brewer
- James Donald: el soldat Lloyd
- John Laurie: el soldat Luke
- Leslie Dwyer: el soldat Sid Beck
- Hugh Burden: el soldat Bill Parsons
- Jimmy Hanley: el soldat Geoffrey Stainer
- William Hartnell: el sergent Ned Fletcher
- Reginald Tate: l'Oficial comandant
- Leo Genn: el comandant Edwards
- Peter Ustinov: Rispoli
- Trevor Howard: Oficial al vaixell (no surt als crèdits)